# Victoria mirabilis
Victoria mirabilis är en fjärilsart som beskrevs av W. Warren 1911. Victoria mirabilis ingår i släktet Victoria och familjen mätare. Inga underarter finns listade i Catalogue of Life.